# Ivanje (gmina Bojnik)
Ivanje (cyr. Ивање) – wieś w Serbii, w okręgu jablanickim, w gminie Bojnik. W 2011 roku liczyła 36 mieszkańców.